# Franjo Wölfl
Franjo Wölfl (Zagreb, 18 de maio de 1918 - 8 de julho de 1987) foi um futebolista e treinador iugoslavo, medalhista olímpico. 

## Carreira
Franjo Wölfl fez parte do elenco medalha de prata, nos Jogos Olímpicos de 1948.

## Ligações Externas
- Perfil em Fifa.com